# Charles FitzRoy (1er baron Southampton)
Pour les articles homonymes, voir Charles FitzRoy.
Charles FitzRoy, 1er baron Southampton (25 juin 1737 – 21 mars 1797) est un officier de l'armée britannique qui sert pendant la Guerre de Sept Ans et un homme politique qui siège à la Chambre des communes de 1759 à 1780, lorsqu'il est élevé à la pairie en tant que Baron Southampton.

## Biographie
Second fils de Lord Augustus FitzRoy et petit-fils de Charles FitzRoy (2e duc de Grafton), FitzRoy rejoint le 1er Régiment de la garde à Pied comme porte-étendard en 1752. Il combat dans les batailles de Minden et Kirchdenkern au cours de la Guerre de Sept Ans et atteint le rang de capitaine en 1756 et lieutenant-colonel en 1758.
Il est colonel (propriétaire) du 119e régiment d'infanterie de 1762 à 1763, du 14e régiment de dragons (en) de 1765 à 1772 et enfin du 3e régiment de dragons (en) de 1772 à sa mort.
Il est valet de la chambre du roi de 1760 à 1762 et député Whig (plus tard, Tory de 1770 à 1783 et, par la suite, de nouveau Whig) pour Orford de 1759-61, pour Bury St Edmunds à partir de 1761 à 1774 et de Thetford de 1774 à 1780. En quittant le poste de vice-chambellan de Charlotte de Mecklembourg-Strelitz en 1780 (un poste qu'il occupe depuis 1768), il est créé baron de Southampton, le 17 octobre 1780 et est remplacé par son fils aîné, George, à sa mort en 1797.
Il reçoit le grade de lieutenant général en 1777 puis de général en 1793.

## Famille
Le 27 juillet 1758, FitzRoy épouse Anne Warren, la fille et cohéritière de Peter Warren. Ils ont onze enfants, parmi lesquels:
- George FitzRoy, 2e baron de Southampton;
- Charles FitzRoy (en) (5 septembre 1762 — 18 octobre 1831), lié à la princesse Amelia, fille de Georges III
- Henry FitzRoy (13 septembre 1765 — 19 mars 1794), marié à Anne Wesley (en);
- Georgiana FitzRoy, épouse William Ponsonby.
- Le lieutenant-Général William FitzRoy (12 décembre 1773 – 19 juin 1837), marié d'abord une fille de Simon Clarke, 7e baronnet et, ensuite à sa cousine, fille de Augustus FitzRoy (3e duc de Grafton)[2]